# Lambda Mensae
Lambda Mensae (λ Mensae, förkortat Lambda Men, λ Men) som är stjärnans Bayerbeteckning, är en ensam stjärna belägen i den norra delen av stjärnbilden Taffelberget. Den har en skenbar magnitud på 6,53 och är svagt synlig för blotta ögat där ljusföroreningar ej förekommer. Baserat på parallaxmätning inom Hipparcosuppdraget på ca 7,2 mas, beräknas den befinna sig på ett avstånd på ca 450 ljusår (ca 139 parsek) från solen.

## Egenskaper
Lambda Mensae är en orange till röd jättestjärna i huvudserien av spektralklass K0 III. Den är en röd jättestjärna och genererar energi genom fusion av helium i dess kärna. Den har en radie som är ca 10 gånger större än solens och utsänder från dess fotosfär ca 54 gånger mera energi än solen vid en effektiv temperatur av ca 4 700 K.